# Koçan
Koçan ist ein jesidisches Dorf im Südosten der Türkei. Das Dorf liegt ca. 12 km südöstlich von Midyat im gleichnamigen Landkreis Midyat in der Provinz Mardin. Der Ort befindet sich im Tur Abdin Gebirgszug in Südostanatolien. Koçan ist heute ein verlassenes und verfallenes Dorf.

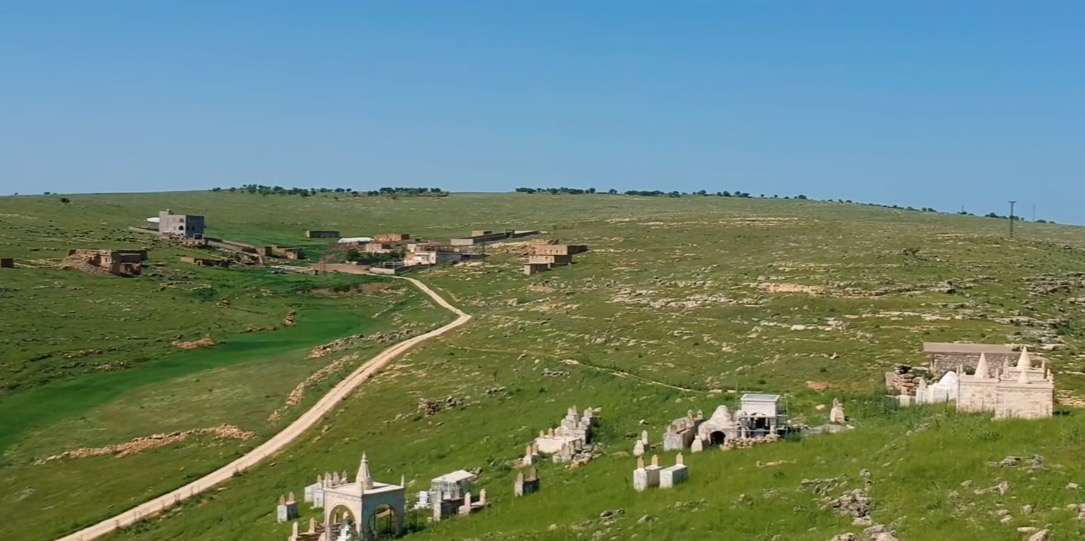
Blick auf einem jesidischen Friedhof, dahinter liegt das Dorf Koçan

## Lage
Koçan liegt etwa 2 km südwestlich der D 380, zur E 90 im Süden sind es knapp über 20 km. Midyat liegt nordnordwestlich in 10 km Entfernung. Nach Cizre im Osten sind es 50 km. Das Dorf Koçan liegt auch ca. 2 km westlich von Çayırlı (Kefnas) und ca. 2 km nordwestlich von Çörekli (Denwan).

## Geschichte
Koçan war eine der zahlreichen Wohnsiedlungen der Êzîdî (Jesiden) in dieser Gegend. In dem Ort lebten bis vor 20 Jahren etwa 20 Familien. Die Bewohner des Dorfes waren alle Jesiden.